# Joigny-sur-Meuse
Joigny-sur-Meuse är en kommun i departementet Ardennes i regionen Grand Est (tidigare regionen Champagne-Ardenne) i nordöstra Frankrike. Kommunen ligger  i kantonen Nouzonville som ligger i arrondissementet Charleville-Mézières. År 2022 hade Joigny-sur-Meuse 631 invånare.

## Befolkningsutveckling
Antalet invånare i kommunen Joigny-sur-Meuse
Referens: INSEE